# Aoraki denticulata
Espèce
Synonymes
- Rakaia denticulata Forster, 1948
- Rakaia denticulata major Forster, 1948

Aoraki denticulata est une espèce d'opilions cyphophthalmes de la famille des Pettalidae.

## Distribution
Cette espèce est endémique de Nouvelle-Zélande. Elle se rencontre dans le Nord de l'île du Sud.

## Description
Le mâle holotype mesure 2,00 mm et la femelle paratype 2,10 mm. Le mâle holotype d'Aoraki denticulata major mesure 2,63 mm.

## Liste des sous-espèces
Selon World Catalogue of Opiliones (15/04/2021) :
- Aoraki denticulata denticulata (Forster, 1948)
- Aoraki denticulata major (Forster, 1948)

## Systématique et taxinomie
Cette espèce a été décrite sous le protonyme Rakaia denticulata par Forster en 1948. Elle est placée dans le genre Aoraki par Boyer et Giribet en 2007.

## Publication originale
- Forster, 1948 : « The sub-order Cyphophthalmi Simon in New Zealand. » Dominion Museum Records in Entomology, vol. 1, no 7, p. 79–119.